# Aisy cendré
De Aisy cendré of Cendré d'Aisy is een Franse kaas, geproduceerd in de Bourgogne, in de omgeving van het dorp Aisy-sous-Thil.
De kaas wordt gemaakt van volle rauwmelkse koemelk. In het normale kaasproductieproces (melk inzamelen, stremmen, scheiden van wrongel en wei, vormen van de kaas) wordt geen druk gebruikt om het laatste water uit de kaas te krijgen, waardoor een wat zachtere kaasmassa zal ontstaan. De kaas wordt gewassen in een mengsel van pekelwater en Marc de Bourgogne. Dit wordt enige malen herhaald gedurende de eerste droge rijpingsperiode (1-2 maanden). Vervolgens wordt de kaas 1 maand in de as van verbrande wijnranken en (afval na snoeien van de wijnranken) en eikenhout gelegd (vandaar cendré = met as bedekt), om dan nogmaals 1-3 maanden te rijpen.
De kaas komt uit de familie van de Époisses.